# Muara Bangko
Muara Bangko is een bestuurslaag in het regentschap Mandailing Natal van de provincie Noord-Sumatra, Indonesië. Muara Bangko telt 1473 inwoners (volkstelling 2010).